# Камбар-Ата
«Камбар-Ата» (кирг. Камбар-Ата) — киргизський футбольний клуб, який представляє Джалал-Абад.

## Історія
Футбольний клуб було засновано в місті Джалал-Абад. У сезоні 2009 року команда дебютувала у вищій лізі чемпіонату Киргизстану та за його підсумками посів 7-ме місце, у національному кубку клуб дійшов до 1/2 фіналу, де поступився клубу Алай (Ош).

## Досягнення
- Топ-Ліга
  - 7-ме місце (1): 2009

- Кубок Киргизстану
  - 1/2 фіналу (1): 2009

## Відомі гравці
- Урмат Абдукаїмов
- Азнаур Герюгов
- Роман Джабаєв
- Ігор Іванов
- Валерій Кічін
- Саламат Мамбеталієв
- Давран Раджапов